# Средство просмотра фотографий Windows
Средство просмотра фотографий Windows (англ. Windows Photo Viewer, ранее — Windows Picture and Fax Viewer) — компонент Windows, средство просмотра изображений, входящее в состав семейства операционных систем Windows NT. Оно было впервые включено в состав Windows XP и Windows Server 2003 под его прежним именем. Его временно заменили на «Фотоальбом Windows» (англ. Windows Photo Gallery) в составе Windows Vista, но вернули с выходом Windows 7. Программа является устаревшей и с выходом Windows 10 заменена на UWP-приложение «Фотографии», однако она всё ещё присутствует в системе и используется для просмотра изображений TIFF, остальные форматы можно вернуть настройкой реестра.
Средство просмотра фотографий Windows может отображать отдельные снимки, отображать все снимки в папке в виде слайд-шоу, поворачивать их с шагом в 90 градусов, печатать их напрямую или через службу онлайн-печати, отправлять их по электронной почте или записывать на диск. Программа поддерживает изображения в форматах BMP, JPEG, JPEG XR (ранее HD Photo), PNG, ICO, GIF и TIFF.

## Развитие
По сравнению со «Средством просмотра изображений и факсов Windows» были внесены изменения в графический интерфейс пользователя «Средства просмотра фотографий Windows».
В то время как «Средство просмотра изображений и факсов Windows» использует GDI+, «Средство просмотра фотографий Windows» использует компонент Windows Imaging (WIC) и модель драйвера дисплея Windows.
Хоть средство просмотра фотографий Windows и поддерживает формат GIF, оно, в отличие от «Средства просмотра изображений и факсов Windows» отображает только первый кадр анимации.
Средство просмотра изображений и факсов Windows также можно использовать для просмотра многостраничных файлов TIFF (кроме тех, которые используют сжатие JPEG), а также «комментировать» файлы TIFF. В средстве просмотра фотографий Windows появилась поддержка формата файла JPEG XR и профилей ICC.